# Cleantes (filòsof)
Cleantes, en llatí Cleanthes, en grec antic Κλεάνθης, fou un filòsof estoic, fill de Fànies, i natural d'Assos a la Troade, on va néixer vers el 300 aC.
De jove va ser pugilista, i només tenia quatre dracmes quan va començar a estudiar filosofia. Primer va ser deixeble de Crates i després de Zenó. Per pagar les classes treballava de nit traient aigua dels pous i regant els jardins, i per això li van posar el sobrenom de Φρεάντλης (el que treu aigua del pou). Es dedicava tot el dia a la filosofia, i com que no hi havia evidència de com es guanyava la vida, el magistrats el van fer presentar a l'Areòpag perquè expliqués els seus mitjans de vida. Els jutges van quedar meravellats de la manera que tenia de guanyar-se la vida, i van votar una paga de deu mines, encara que Zenó no va permetre que les acceptés. Els seus condeixebles el van considerar estúpid, però ell deia que tenia l'esquena prou ampla com per acceptar el que manava Zenó. Deia que per conèixer la filosofia treballaria el que fos necessari, i prenia notes de les classes en trossos de test, ja que no podia comprar papir. De vegades es maleïa ell mateix en veu baixa, i Aristó que el va sentir li va preguntar: "A qui fas retrets?", "A un vell que té cabells blancs però no gaire senderi" va contestar, segons diu Diògenes Laerci.
A la mort de Zenó l'any 263 aC el va succeir al front de l'escola, per haver mostrat gran interès i esforç. L'escola filosòfica es va preservar, ja que Cleantes no tenia prou sagacitat per desenvolupar el sistema del seu mestre, i va deixar tot com estava degut la seva integritat moral i al respecte que tenia a Zenó, cosa que l'induïa a rebutjar els conceptes estranys. Va rebre una donació d'un particular de 3.000 mines, cosa que el va alleujar en la seva vellesa. Va morir als 80 anys. La descripció de la seva mort la fa Diògenes Laerci: El seu metge li va recomanar que no mengés durant dos dies per una inflamació que tenia a la boca, i al final del segon dia va dir que ja havia avançat en el camí cap a la mort, i que seria una llàstima tornar a menjar per tornar a tenir el problema, i va abstenir-se d'aliments els dies següents fins a morir.
Va escriure nombrosos tractats, dels quals Diògenes Laerci en fa una llarga llista d'unes cinquanta obres. Presenten els títols habituals de temes morals i filosòfics: 
- περὶ ἀρετῶν (sobre les virtuts),
- περὶ ἡδονῆς (sobre els plaers),
- περὶ θεῶν (sobre els déus)

Encara es conserva un himne seu dedicat a Zeus.

## Doctrines
La seva filosofia era gairebé idèntica a la de Zenó, però tenia una versió diferent a l'habitual de la filosofia estoica sobre la immortalitat de l'ànima. Deia que totes les ànimes són immortals, però que la intensitat de l'existència de l'ànima després de la mort variava segons la grandesa de l'ànima de cadascú, deixant als malvats amb aprensió sobre el càstig futur. Crisip, el seu deixeble i successor, en canvi, considerava que només les ànimes dels savis i dels justos serien immortals. Defensava la necessitat de viure a l'uníson amb la natura, referint-se a la naturalesa universal de les coses. Crisip entenia que s'havia de seguir la naturalesa personal a més de la universal.